# Ectomorphed Works
Ectomorphed Works è il primo album di remix del gruppo giapponese dei L'Arc~en~Ciel. È stato pubblicato il 28 giugno 2000 dalla Ki/oon Records ed ha raggiunto la terza posizione della classifica Oricon, vendendo 228 270 copie.

## Tracce
1. Larva -Ectomorphed Long Mix- - 7:44
2. Trick -New² Wave of Japanese Heavy Metal Mix- - 4:48
3. Kasou -0628 Mix- (花葬 -0628 Mix-) - 5:09
4. Fate -Everybody Knows But God Mix- - 6:27
5. Shinshoku" ~Lose Control~ -Ectoborn Mix- (浸食 ~lose control~ -Ectoborn Mix-) - 5:59
6. A Swell in the Sun -System in Chaos Mix- - 4:39
7. L'Heure -Quiet Afternoon Mix- - 5:09
8. Cradle -Down to the Moon Mix- - 7:21
9. Shinjitsu to Gensou To -Out of the Reality Mix #2- (真実と幻想と-Out of the Reality Mix #2-) - 7:04
10. Metropolis -Android Goes to Be a Deep Sleep Mix- - 9:59